# BF 15
La BF 15 est une variété de pomme de terre française créée par l'INRA (Institut national de la recherche agronomique). Elle a été inscrite au catalogue officiel français le 1er janvier 1947 ainsi qu'au catalogue européen.
Cette variété est une descendante de 'Belle de Fontenay', vieille variété française plus précoce mais moins productive et de la variété allemande 'Flava'. Son nom, « BF », reprend les initiales de ses géniteurs, 'Belle de Fontenay' et 'Flava'. C'est une pomme de terre de forme oblongue claviforme, à peau fine de couleur jaune et à chair jaune foncé.
C'est une variété demi-précoce et assez productive, résistante à la galle verruqueuse et moyennement sensible à la gale commune, mais très sensible au mildiou. Les tubercules ont une faible aptitude à la conservation.
Sur le plan culinaire, elle est classée dans le groupe A. C'est une pomme de terre à chair fine, aqueuse (faible teneur en matière sèche), se délitant peu à la cuisson, adaptée pour les pommes en robe des champs, pommes vapeur, gratins, potages et pommes sautées.
Cette variété résulte des travaux des cultivateurs de pomme de Terre de la commune de Ploeuc sur Lié  dans les Côtes d'Armor. Tous les trois ans, une fête populaire est organisée pour faire honneur à la BF 15, surnommée la Belle du Lié.